# Notodonta basalis
Notodonta basalis är en fjärilsart som beskrevs av Alfred Ernest Wileman och South 1917. Notodonta basalis ingår i släktet Notodonta och familjen tandspinnare. Inga underarter finns listade i Catalogue of Life.